# Matt Bevin
Matt Bevin, właśc. Matthew Griswold Bevin (ur. 9 stycznia 1967 w Denver, Kolorado) – amerykański polityk, gubernator Kentucky od 2015 do 2019 roku, członek Partii Republikańskiej.